# Сондерс, Флип
Филип Дэниел «Флип» Сондерс (англ. Philip Daniel "Flip" Saunders; 23 февраля 1955 — 25 октября 2015) — американский баскетбольный тренер, работавший с командами НБА «Миннесота Тимбервулвз», «Детройт Пистонс» и «Вашингтон Уизардс». С этими командами он провёл 17 сезонов в НБА, одержал 654 победы и потерпел 592 поражения. Дважды, в, 2004 и 2006 годах, он руководил командами на Матче всех звёзд НБА. В 2001 году он привёл мужскую сборную США к победе на Играх доброй воли. Также Сондерс работал аналитиком на канале ESPN.

## Ранние годы
Филип Дэниел Сондерс родился 23 февраля 1955 года в Кливленде. Прозвище Флип он получил от своей матери Кей, услышавшей это имя в салоне красоты. Сондерс учился в старшей школе Кайахога-Хайтс в Огайо, был звездой местной баскетбольной команды. В 1973 году, во время учёбы в выпускном классе, он набирал в среднем за игру 32,9 очка, был признан лучшим игроком года в штате Огайо и входил в символическую сборную лучших игроков США среди школьников. После окончания школы Сондерс получил спортивную стипендию в Миннесотском университете и стал основным игроком университетской команды «Миннесота Голден Гоферс», в которой выделялись будущие игроки НБА Кевин Макхейл, Рэй Уильямс и Майкл Томпсон. За четыре года Сондерс сыграл за университетскую команду 103 матча, из которых 101 начинал в стартовой пятёрке. На четвёртом курсе он помог «Голден Гоферс» завершить сезон с рекордным для команды результатом — 24 победы и всего 3 поражения.

## Тренерская карьера
Окончив университет в 1977 году, Сондерс завершил игровую карьеру, но остался в баскетболе, став тренером. Он возглавил в 1977 году баскетбольную команду лютеранского колледжа Голден-Вэлли из Сент-Пола. За четыре сезона он привёл команду к 92 победам при 13 поражениях, причём на своей площадке команда одержала 56 побед и не потерпела ни одного поражения.
В 1981 году Сондерс вернулся в свою альма-матер в качестве помощника главного тренера «Голден Гоферс» Джима Датчера. В первом же сезоне он помог команде победить в регулярном чемпионате конференции Big Ten. После четырёх лет работы в Миннесотском университете, в 1986 году, Сондерс был назначен помощником главного тренера баскетбольной команды Университета Талсы Джей Ди Барнетта, где проработал ещё два сезона.
В 1988 году Сондерс начал работать с профессиональными командами. Он начинал с командой Континентальной баскетбольной ассоциации (КБА) «Рапид-Сити Триллерс» из Южной Дакоты. Проработав там всего сезон, он возглавил «Ла-Кросс Кэтбёрдс» из Висконсина, которую дважды, в 1990 и 1992 годах, приводил к победе в чемпионате КБА. Также в 1991—1993 годах Сондерс занимал пост генерального менеджера этой команды, а в 1991—1994 годах был её президентом. Дважды он признавался лучшим тренером КБА. В сезоне 1994/1995 Сондерс поработал ещё с одной командой КБА — «Су-Фоллс Скайфорс». За семь сезонов работы в КБА Сондерс одержал со своими командами 253 победы и потерпел 137 поражений, по количеству выигранных матчей он занимает третье место среди тренеров команд КБА. 23 игрока, игравших под началом Сондерса в КБА, стали затем выступать в Национальной баскетбольной ассоциации.

### Работа в НБА
11 мая 1995 года Сондерс получил свою первую работу в НБА, став генеральным менеджером одного из слабейших клубов лиги «Миннесота Тимбервулвз», куда его пригласил бывший партнёр по университетской команде Кевин Макхейл, получивший должность вице-президента по баскетбольным операциям. В обязанности Сондерса входила работа по приобретению игроков, скаутинг и развитие игроков. Одним из первых решений Сондерса на этом посту стал выбор 19-летнего Кевина Гарнетта на драфте НБА 1995 года.
18 декабря 1995 года Сондерс принял руководство командой после увольнения предыдущего главного тренера Билла Блэра. Он сделал ставку на молодого Гарнетта, которого до того держали на скамейке запасных, и построил вокруг него крепкую команду. Хотя дебютный сезон Сондерса завершился неудачно, в дальнейшем он восемь лет подряд выводил «Миннесоту» в плей-офф НБА. Лучшим стал сезон 2003/2004, по итогам которого «Тимбервулвз» стали лучшей командой Западной конференции в регулярном сезоне, Гарнетт был признан самым ценным игроком, а в плей-офф команда дошла до финала конференции, где уступила «Лос-Анджелес Лейкерс» в серии из шести матчей. Это был последний выход в плей-офф в истории команды. 12 февраля 2005 года по ходу неудачного сезона Сондерс был уволен Макхейлом. За десять лет работы с «Миннесотой» Сондерс одержал 411 побед и потерпел 326 поражений.
21 июля 2005 года Сондерс сменил Ларри Брауна в качестве главного тренера «Детройт Пистонс». Команда была весьма крепкой, в основном состоявшей из игроков, выигравших в 2004 году чемпионат. Уже в сезоне 2005/2006 «Детройт» стал лучшей командой лиги по итогам регулярного сезона, который завершил с рекордным для себя количеством побед (64). Три года подряд команда Сондерса побеждала в Центральном дивизионе и доходила до финала Восточной конференции в плей-офф. Однако руководство команды хотело большего, и в июне 2008 года, после поражения от «Бостон Селтикс» в серии из шести матчей, президент по баскетбольным операциям Джо Думарс уволил Сондерса.
14 апреля 2009 года Сондерс был назначен главным тренером «Вашингтон Уизардс». Сообщалось, что контракт с ним был заключён на четыре года, зарплата за которые должна была составить 19 млн долларов. Период работы Сондерса с «Уизардс» оказался неудачным. Команда два сезона по его руководством выступала слабо, не попадая в плей-офф, а 24 января 2012 года, после 17 игр в третьем сезоне, Сондерс был уволен. За время его работы «Уизардс» одержали 51 победу при 130 поражениях. В плей-офф 2012 года Сондерс поработал в «Бостон Селтикс» в должности советника главного тренера Дока Риверса, который был его хорошим другом.
Сезон 2012/2013 Сондерс провёл в качестве аналитика на прямых трансляциях ESPN. 3 мая 2013 года он вернулся в «Миннесоту» в должности президента по баскетбольным операциям. В свой первый год работы он тщетно пытался укрепить команду, добавив достойных партнёров главной звезде Кевину Лаву. Когда в десятый раз подряд «Миннесота» не сумела выйти в плей-офф, установив антирекорд НБА, тренер Рик Адельман решил завершить тренерскую деятельность. 5 июня 2014, после неудачных поисков адекватной замены, Сондерс вернулся на должность тренера «Тимбервулвз», сохранив при этом должность президента по баскетбольным операциям.
После ухода из команды Кевина Лава в 2014 году Сондерс старался построить новую команду из молодых игроков, таких как Эндрю Уиггинс, Рики Рубио, Зак Лавин и Карл-Энтони Таунс. В 2015 году ему удалось вернуть в «Миннесоту» Кевина Гарнетта, чтобы тот наставлял молодых игроков. Сондерс, являвшийся также миноритарным акционером клуба, принимал участие в самых разных сферах его деятельности. Так при его участии был разработан новый тренировочный комплекс стоимостью 25 млн долларов.

## Личная жизнь
19 августа 1978 года 21-летний Флип Сондерс женился на Дебби Кей Хоефт, выпускнице Миннесотского университета. У них родилось четверо детей — сын Райан и дочери Минди, Рейчел и Кимберли. Райан Сондерс пошёл по стопам отца и после окончания Миннесотского университета стал тренером, с 2009 по 2014 год он был помощником главного тренера в «Вашингтон Уизардс», а в 2014 году стал помощником отца в «Миннесоте». В январе 2019 года он сам возглавил «Миннесоту» и стал самым молодым главным тренером НБА с 1979 года. Близнецы Кимберли и Рейчел Сондерс занимались танцами и побеждали на национальном танцевальном конкурсе.

## Болезнь и смерть
В июне 2015 года у Сондерса было диагностировано раковое заболевание — лимфома Ходжкина. Когда в августе тренер сообщил о своей болезни прессе, доктора давали благоприятный прогноз. В сентябре Сондерс прошёл химиотерапию, после которой его состояние резко ухудшилось. В середине октября владелец команды Глен Тейлор объявил, что Сондерс не вернётся к своим обязанностям в сезоне 2015/2016, его заместителем на посту главного тренера был назначен Сэм Митчелл, а генеральный менеджер Милт Ньютон взял на себя обязанности президента по баскетбольным операциям.
25 октября 2015 года Флип Сондерс скончался в возрасте 60 лет. Был похоронен на кладбище Хиллсайд в Миннеаполисе.